# Leptophis bocourti
Leptophis bocourti – gatunek lekko jadowitego węża z rodziny połozowatych (Colubridae). Występuje po pacyficznej stronie Kordyliery Zachodniej w północno-zachodnim Ekwadorze i południowo-zachodniej Kolumbii. Prowadzi dzienny, nadrzewny i naziemny tryb życia.

## Systematyka
Takson ten po raz pierwszy zgodnie z zasadami nazewnictwa binominalnego opisał w 1898 roku brytyjski przyrodnik George Albert Boulenger na łamach „Proceedings of the Zoological Society of London”. Autor nadał wężowi nazwę Leptophis bocourti. Syntypy BMNH 1946.1.6.76, BMNH 1946.1.6.67-68. Przez długi czas gatunek ten był klasyfikowany jako podgatunek Leptophis ahaetulla. Obecnie po analizie cech morfologicznych, morfometrycznych oraz różnic w półprąciu wyodrębniony został do rangi gatunku. Nie wyróżnia się podgatunków.

### Etymologia
- Leptophis: gr. λεπτος leptos „smukły”; οφις ophis, οφεως opheōs „wąż”[7].
- bocourti – Marie Firmin Bocourt (1819–1904), francuski przyrodnik[2].

## Morfologia
Jest to średniej wielkości wąż o krótkiej głowie, która jest niewiele szersza od szyi, o dużych wyłupiastych oczach. Głowa jest zielona z czarnymi obramowaniami tarczek, na których znajduje od kilku do kilkunastu małych czarnych kropek. Tułów smukły z zielonymi lub ciemnoszarymi łuskami z wieloma małymi czarnymi plamkami. Ogon długi. Brzuch białawo-kremowy. Może być mylony z Leptophis depressirostris i Leptophis occidentalis.
Wymiary:
|                        | Samiec  | Samica  |
| Długość całkowita (mm) | 1670    | 1337    |
| Długość SVL (mm)       | 1051    | 826     |
| Długość TL (mm)        | 619     | 511     |
| Tarczki brzuszne       | 157–167 | 159–167 |
| Tarczki podogonowe     | 166–186 | 164–173 |

## Występowanie
Leptophis bocourti występuje po pacyficznej stronie Kordyliery Zachodniej w północno-zachodnim Ekwadorze i przyległym obszarze w południowo-zachodniej Kolumbii (departament Nariño). Żyje na wysokościach od poziomu morza do około 905 m n.p.m.

## Ekologia i zachowanie
Gatunek prowadzi dzienny, nadrzewny i naziemny tryb życia. Występuje w pierwotnych lasach deszczowych, jak również w lasach zdegradowanych, pastwiskach z rozproszonymi drzewami, lasach galeriowych, plantacjach oraz obszarach podmiejskich. Żeruje w ciągu dnia na poziomie gruntu lub na niskiej roślinności, w nocy odpoczywa na drzewach i krzewach na wysokości do 4,3 m nad poziomem ziemi. Dieta tego gatunku składa się z płazów bezogonowych i jaszczurek, które szybko połyka; powodem takiego postępowania jest niewielka toksyczność jego jadu.

## Status
W Czerwonej księdze gatunków zagrożonych IUCN Leptophis bocourti nie jest jeszcze klasyfikowany. A. Arteaga proponuje zaliczenie go do kategorii gatunek bliski zagrożenia (NT, ang. Near Threatened). Spowodowane to jest następującymi kryteriami: zasięg występowania niewiele większy niż 20 tys. km², obszar jego występowania ulega silnej degeneracji, obecnie już około 68% pokrywającego go pierwotnie lasu deszczowego zostało zniszczone w wyniku pozyskiwania drewna, rozwoju obszarów wiejskich i miejskich oraz ekspansji obszarów rolniczych.